# Kémo
La Kémo issue de l'ancienne Kémo-Gribingui, est une des vingt préfectures de la République centrafricaine. Elle tient son nom de la rivière Kémo, affluent de l'Oubangui. Les deux principales villes de Kémo sont Sibut et Dékoa.
Sa superficie est de 17 204 km2 pour une population de 118 410 habitants en 2003.

## Situation
Elle est située dans le centre-sud du pays, frontalière de la République démocratique du Congo au sud, séparée par l'Oubangui. Elle est limitée au nord par la Nana-Grébizi, au nord-ouest par l'Ouham, à l'ouest par l'Ombella-M'Poko et à l'est par la Ouaka.
| Ouham          | Nana-Grébizi |       |
| Ombella-M'Poko | Kémo         | Ouaka |
|                | Nord-Ubangi  |       |

## Histoire
La préfecture de la Kémo s'est constituée le 6 août 1974, formée de la partie sud de l'ancienne Kémo-Gribingui, la partie nord devient la préfecture de Gribingui Économique, qui prendra ensuite le nom de Nana-Grébizi.

## Administration
La Kémo constitue avec la Nana-Grébizi et la Ouaka, la région Kadas, numéro 4 de la République centrafricaine.

### Sous-préfectures et communes
La Kémo est divisée en quatre sous-préfectures et 8 communes :
| - Sous-préfecture de Dékoa : - Dékoa - Tilo - Guiffa - Sous-préfecture de Mala : - Mala |  |  | - Sous-préfecture de Ndjoukou : - Galafondo - Galabadja - Sous-préfecture de Sibut : - Sibut - Ngoumbélé |

Les huit communes de la Kémo sont constituées de 247 villages ou quartiers.
| Sous-préfectures | communes  | superficie (km²) | population (hab. 2015) | villages (nbre 2003) | quartiers (nbre 2003) |
| Dékoa            | Dékoa     | 643,90           | 17 005                 | 5                    | 28                    |
| Dékoa            | Guiffa    | 1 524,41         | 10 108                 | 18                   | 0                     |
| Dékoa            | Tilo      | 1 533,74         | 18 016                 | 25                   | 0                     |
| Mala             | Mala      | 2 098,33         | 17 845                 | 39                   | 0                     |
| Ndjoukou         | Galafondo | 3 027,65         | 17 122                 | 55                   | 0                     |
| Ndjoukou         | Galabadja | 2 880,52         | 18 697                 | 101                  | 0                     |
| Sibut            | Ngoumbélé | 4 713,67         | 20 189                 | 51                   | 0                     |
| Sibut            | Sibut     | 85,99            | 29 892                 | 0                    | 52                    |

### Autres localités
- Banga, commune de Galabadja
- Bombé, commune de Ngoumbélé
- Possel, commune de Galafondo, anciennement Fort-de-Possel, capitale de la colonie de l'Oubangui-Chari-Tchad du 11 février au 11 décembre 1906.

## Économie
La préfecture se situe dans la zone de cultures vivrières à mil et manioc dominants, maïs, courges et haricots. La culture commerciale principale est le coton. La pêche fluviale traditionnelle est pratiquée sur la rivière Oubangui.

## Personnalités
- Andrée Blouin (16 décembre 1921 - 9 avril 1986), militante politique, défenseure des droits de l'homme et écrivaine